# 拉沙佩勒维孔泰斯
拉沙佩勒维孔泰斯（法語：La Chapelle-Vicomtesse，法語發音：[la ʃapɛl vikɔ̃tɛs]）是法国卢瓦-谢尔省的一个市镇，属于旺多姆区

## 地理
拉沙佩勒维孔泰斯（47°59'27"N, 1°2'8"E）面积15.03 平方千米，位于法国中央-卢瓦尔河谷大区卢瓦-谢尔省，该省份为法国中北部省份，北起厄尔-卢瓦省，东北接卢瓦雷省，东南接谢尔省，南至安德尔省，西南接安德尔-卢瓦尔省，西北接萨尔特省。
与拉沙佩勒维孔泰斯接壤的市镇（或旧市镇、城区）包括：布夫里、布尔赛、绍维尼迪佩尔什、舒村、德鲁埃、罗米伊、圣马克迪科尔。

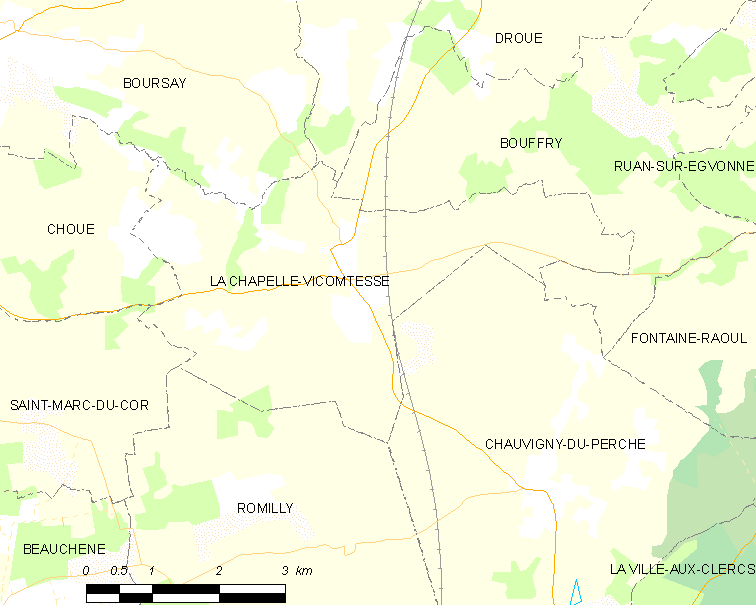
拉沙佩勒维孔泰斯的OSM定位图

拉沙佩勒维孔泰斯的时区为UTC+01:00、UTC+02:00（夏令时）。

## 行政
拉沙佩勒维孔泰斯的邮政编码为41270，INSEE市镇编码为41041。

## 政治
拉沙佩勒维孔泰斯所属的省级选区为佩尔什县。

## 人口

1962-2008年间拉沙佩勒维孔泰斯人口变化图示

拉沙佩勒维孔泰斯于2022年1月1日时的人口数量为160人。